# Oreste Mazzia
Oreste Giuseppe Edoardo Mazzia (Torino, 19 marzo 1883 – Pettinengo, 22 ottobre 1918) è stato un calciatore italiano, di ruolo terzino.

## Carriera
Svolse i suoi studi superiori al Ginnasio Massimo d'Azeglio, fu studente di medicina all'epoca della sua carriera agonistica (si laureò nel 1906), Mazzia fu un giocatore della Juventus a partire dal 1902, ed uno dei protagonisti del primo scudetto del 1905. Fece in suo esordio il 1º marzo 1903 contro il Torinese partita vinta per 5-0, mentre l'ultima sua partita in maglia bianconera fu tre anni dopo contro il Milan finita con un pareggio per 0-0. In quattro stagioni juventine collezionò diciassette presenze ufficiali senza segnare ed altre ventuno in amichevoli.
Lasciata la Juventus, Mazzia, insieme ad Alfred Dick ed altri transfughi dal club bianconero, fu tra i fondatori, il 3 dicembre 1906, del Torino.
Laureatosi in medicina, si recò in Argentina per esercitare la professione, stabilendosi dapprima a Belgrano e poi a San Miguel de Tucumán. Ritornato in Italia, prestò servizio nel Regio Esercito durante la prima guerra mondiale in qualità di Tenente medico. Morì nell'ottobre 1918 vittima dell'influenza spagnola, contratta proprio in un ospedale militare al fronte.

## Statistiche

### Presenze e reti nei club
| Stagione  | Club     | Campionato | Campionato | Campionato | Campionato |
| Stagione  | Club     | Comp       | Pres       | Reti       |            |
| --------- | -------- | ---------- | ---------- | ---------- | ---------- |
| 1902-1903 | Juventus | CI         | 3          | 0          |            |
| 1903-1904 | Juventus | PC         | 4          | 0          |            |
| 1904-1905 | Juventus | PC         | 4          | 0          |            |
| 1905-1906 | Juventus | PC         | 5          | 0          |            |
| Totale    | Totale   | Totale     | 16         | 0          |            |

## Palmarès

### Calciatore

#### Club

##### Competizioni nazionali
- Campionato italiano: 1

Juventus: 1905